# Montauban-de-Luchon
Montauban-de-Luchon là một xã thuộc tỉnh Haute-Garonne trong vùng Occitanie tây nam nước Pháp. Xã này nằm ở khu vực có độ cao trung bình 640 mét trên mực nước biển..